# Академія мови іврит
31°46′20.34″ пн. ш. 35°11′54.71″ сх. д. / 31.7723167° пн. ш. 35.1985306° сх. д.

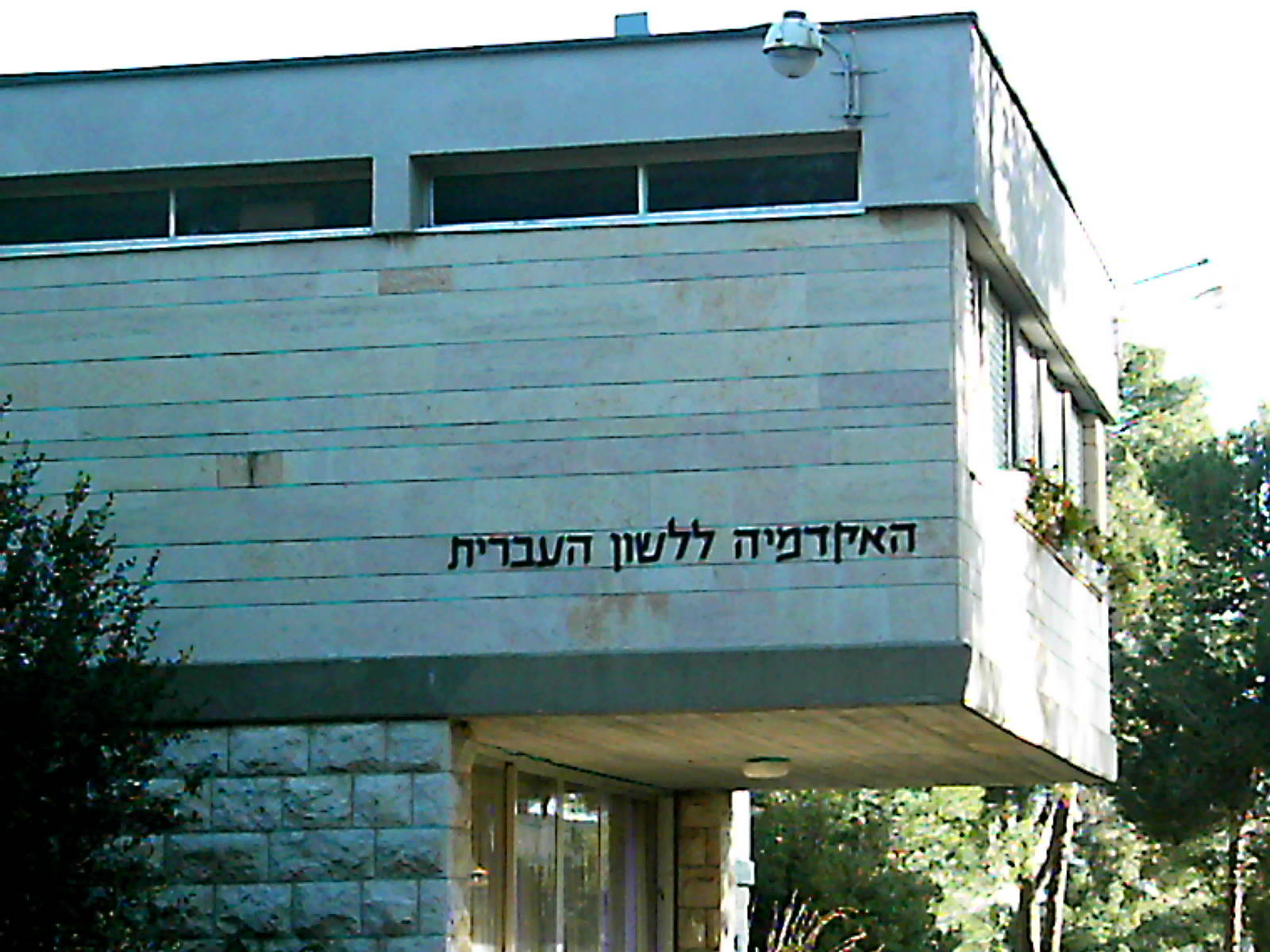
Будинок академії — (Гіват-Рам)

Академія івриту (івр. הַאֲקָדֶמְיָה לַלָּשׁוֹן הַעִבְרִית, Га-Академіа ле-лашон га-івріт) — головний орган вивчення, дослідження та регулювання національної мови Ізраїлю — івриту. Академія була започаткована лінгвістом Еліезером Бен-Єгудою у 1920 р. на основі Комітету івриту. Офіційно Академію було засновано постановою Кнесету Держави Ізраїль від 1953 р. Основним завданням Академії було визначення мовних стандартів івриту: граматики, орфографії, правил транслітерації та пунктуації. Іншими функціями Академії є дослідження мови й регулювання змін та нововведень у її лексику. 
Академія складається з 23 членів: лінгвістів, викладачів івриту, юдаїзму, фахівців із біблійних студій, а також має у своєму складі поетів, письменників та перекладачів. Постанови та рішення Академії щодо вжитку та норм мови іврит є обов'язковими для виконання у країні.

## Основні завдання
Згідно з офіційним актом заснування Академії, її основними завданнями визначено такі:
- 1) досліджувати та доповнювати мову іврит новими лексичними одиницями згідно з його історичною практикою;
- 2) вивчати історію і структуру мови;
- 3) розвивати мову, бути лідером у поширенні мови в різних групах ізраїльського суспільства, у повсякденному житті та академічній діяльності.

## Президенти
- Нафталі Герц Тур-Синай (1953 — 1973)
- Зеєв Бен-Хаїм (1973 — 1981)
- Єгошуа Блау (1981 — 1993)
- Моше Бар-Ашер (1993 — 2022)
- Арон Маман (2022 — теперішній час)